# Сехемра-Упмаат Иниотеф
Сехемра-Упмаат Иниотеф (VI) — фараон Древнего Египта, правивший приблизительно в 1570—1568 годах до н. э. Представитель XVII династии (Второй переходный период).

## Правление

### Гробница фараона

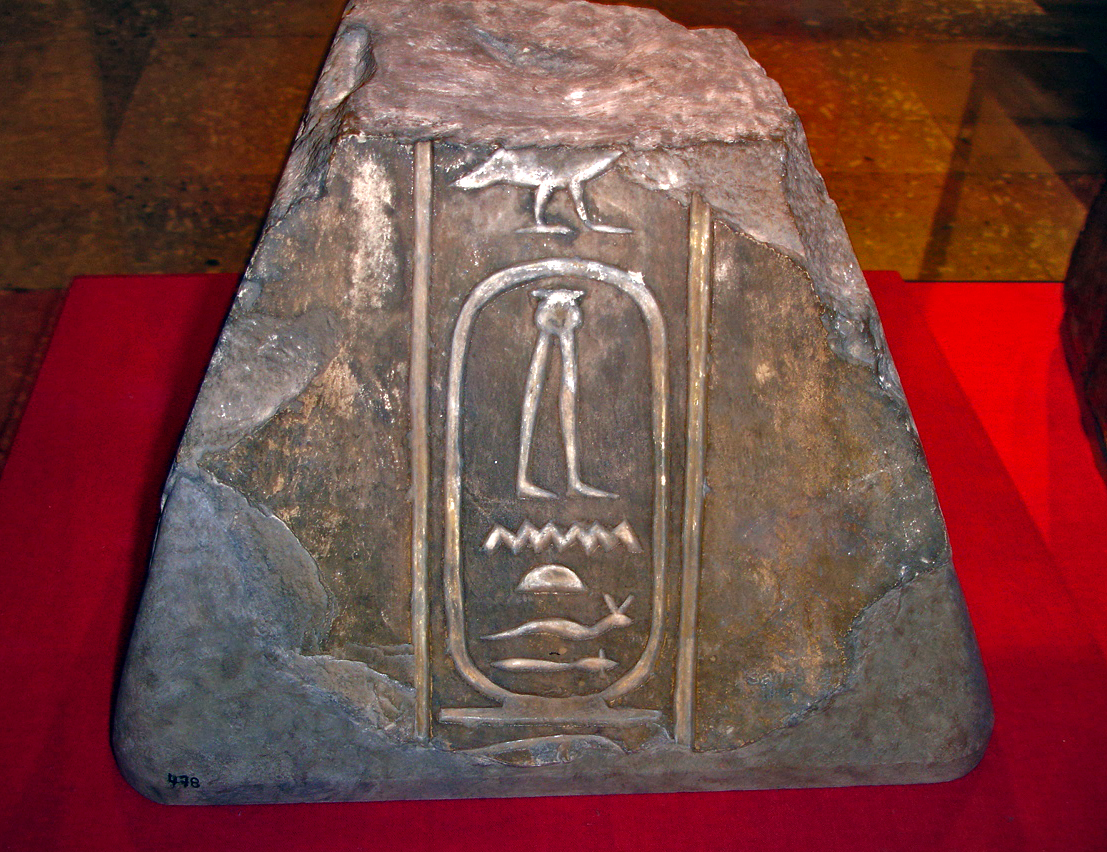
Пирамидион с гробницы фараона Сехемра-Упмаат Иниотефа, на котором вырезано его имя. Британский музей (№ 578)

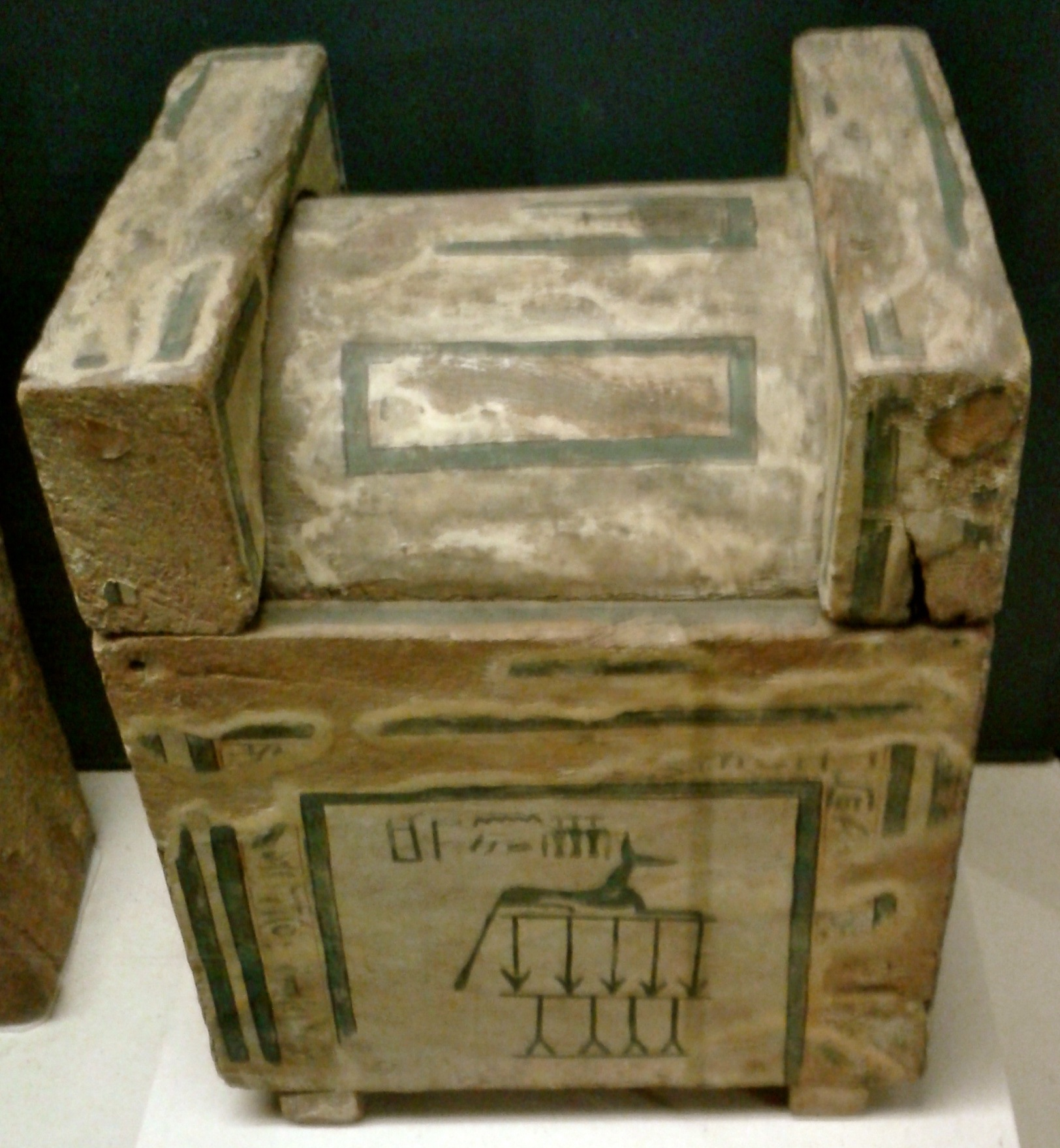
Ящик для каноп фараона Сехемра-Упмаат Иниотефа. Лувр (№ 614)

О его царствовании ничего не известно, за исключением того, что он умер и был похоронен в гробнице в Дра Абу эль-Нага на западном берегу Нила в Фивах. В период правления XX династии, более чем через 500 лет, его гробницу осмотрели чиновники, проверяющие состояние древних царских погребений, — власти узнали, что они подвергались разграблению. Текст сделанного ими доклада сохранился в папирусе Эббота: «В гробницу царя Сехемра-Упмаат, сына бога солнца Иниотефа, руками грабителей был вырыт ход… Исследования в тот день (погребальная камера) была нетронута, воры не смогли проникнуть в неё». Нетронутой она оставалась ещё очень долгое время, пока в первой половине XIX века она не была открыта местными жителями и разграблена ими. В 1854 году Мариету удалось приобрести часть погребального инвентаря фараона, в том числе антропоидный позолоченный саркофаг и ящик для каноп. В настоящее время эти вещи хранятся в музее Лувра в Париже. Надпись на саркофаге гласит, что он был сделан «как дар царю Иниотефу его братом, царём Иниотефом». По всей вероятности, именно в этом саркофаге жители Курны два века тому назад нашли один из величайших египетских литературных документов — папирус Присса со списками «Поучения Птаххотепа» и «Поучения для Кагемни».
Пирамидион, возможно венчавший пирамиду царя, на котором написано его имя, в настоящее время хранится в Британском музее. Судя по очень крутому углу найденного пирамидиона, пирамида Сехемра-Упмаат Иниотефа имела бы основание всего от восьми до девяти метров. Само место гробницы этого фараона не было обнаружено археологами до сих пор.
Из предметов найденных вне гробницы Сехемра-Упмаат Иниотефа, этот фараон известен только по топору, надписанному именем этого царя, который сегодня находится в Берлинском музее. Причём не исключено, что этот топор также мог быть извлечён из его могилы.

### Имена Сехемра-Упмаат Иниотефа
Его  тронным именем было Сехемра-Упмаат, «Сила, открывающая истину бога солнца»; хоровым именем — Упмаат, «Открывающий истину»; личным именем (следовавшем за титулом «сын бога солнца») — Иниотеф.
| G5 |

| G5 |

| F13 · Q3 · Z9 | X1 · U5 · D36 |

| F13 · Q3 · Z9 | X1 · U5 · D36 |

| nswt&bity |

| nswt&bity |

| N5 | Y8 | F13 · Q3 · Z9 | U5 · D36 | Ba15s | X1 | Ba15as |

| N5 | Y8 | F13 · Q3 · Z9 | U5 · D36 | Ba15s | X1 | Ba15as |

| N5 | Y8 | F13 · Q3 · Z9 | U5 · D36 | Ba15s | X1 | Ba15as |

| N5 | Y8 | F13 · Q3 · Z9 | U5 · D36 | Ba15s | X1 | Ba15as |

| N5 | Y8 | F13 · Q3 · Z9 | U5 · D36 | Ba15s | X1 | Ba15as |

| N5 | Y8 | F13 · Q3 · Z9 | U5 · D36 | Ba15s | X1 | Ba15as |

| N5 | Y8 | F13 · Q3 · Z9 | U5 · D36 | Ba15s | X1 | Ba15as |

| N5 | Y8 | F13 · Q3 · Z9 | U5 · D36 | Ba15s | X1 | Ba15as |

| N5 | S42 | F13 · Aa11 · X1 |

| N5 | S42 | F13 · Aa11 · X1 |

| Ca1 | N5 | S42 | Z1 | G7 | F13 · Q3 · Z7 | Z9 | A2 | U5 · D36 | X1 | H6 | Ca2 |

| Ca1 | N5 | S42 | Z1 | G7 | F13 · Q3 · Z7 | Z9 | A2 | U5 · D36 | X1 | H6 | Ca2 |

| G39 | N5 |

| G39 | N5 |

| W25 | n&t&f | O29V |

| W25 | n&t&f | O29V |

| W25 | n&t&f | O29V |

| W25 | n&t&f | O29V |

| W25 | n&t&f | O29V |

| W25 | n&t&f | O29V |

| W25 | n&t&f | O29V |

| W25 | n&t&f | O29V |

| Ca1 | ini&n | X1 | Z7 | I9 | O29 · Y1 | G7 | Ca2 |

| Ca1 | ini&n | X1 | Z7 | I9 | O29 · Y1 | G7 | Ca2 |